# Acianthera aculeata
Acianthera aculeata är en orkidéart som först beskrevs av Carlyle August Luer och Alexander Charles Hirtz, och fick sitt nu gällande namn av Carlyle August Luer. Acianthera aculeata ingår i släktet Acianthera och familjen orkidéer. Inga underarter finns listade i Catalogue of Life.